# John Glenn
John Glenn (anglès: John Herschel Glenn)  (Cambridge, 18 de juliol de 1921 - The James Cancer Hospital, 8 de desembre de 2016) fou un astronauta estatunidenc, pilot militar i polític. Va ser el tercer estatunidenc a volar a l'espai, i el primer a orbitar sobre la Terra. Finalment va servir com a senador per l'estat d'Ohio des de 1974 a 1999. Aquell mateix any va rebre al costat dels seus companys de transbordador espacial el premi Príncep d'Astúries de Cooperació Internacional.

## Primers anys i carrera militar

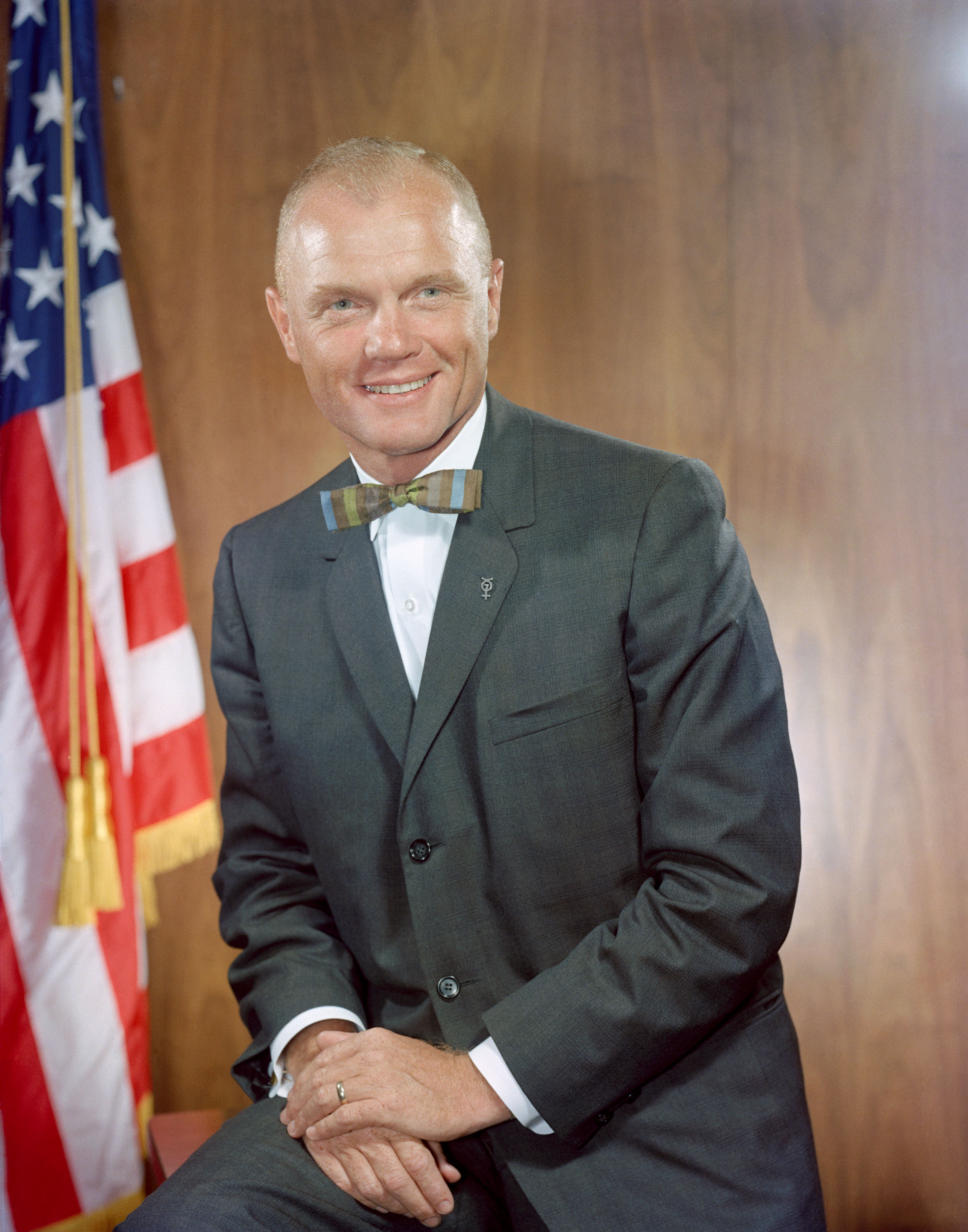
Retrat oficial, el 1962

Glenn va néixer el 18 de juliol de 1921 a Cambridge, Ohio, i va obtenir el graduat en ciències d'enginyeria al Muskigum College. Es va allistar en el programa naval de cadets d'aviació el 1942 i va ser assignat al grup VMO-155 del Cos de Marines el 1944. Durant la Segona Guerra Mundial Glenn va volar sobre les illes Marshall, específicament Maloelap, on va atacar l'artilleria antiaèria nipona, per ser transferit el 1945 a la Naval Air Station Patuxent River, ascendint a capità al final de la guerra.
Després de la Guerra, Glenn va volar en missions al nord de la Xina, amb base a l'illa de Guam, i el 1948 es va fer instructor de vol a la ciutat texana de Corpus Christi. Fou enviat a la Guerra de Corea amb l'esquadró VMF-311 dels Marines, amb el seu company de vol Ted Williams dels Boston Red Sox, en aquells dies ja famós jugador de beisbol.
Després de la guerra de Corea va tornar a la N.A.S. Patuxent River, amb un lloc en l'escola de pilots de proves. Com a pilot de proves, va servir com a oficial d'armament, volant en avions a altes altituds i comprovant els seus canons i metralladores. El 16 de juliol de 1957 Glenn va completar el primer vol supersònic transcontinental en un Vought F-8 Crusader. El vol de Califòrnia a Nova York va durar 3 hores, 23 minuts i 8 segons.

## Carrera a la NASA
El 1959 Glenn va ser assignat a la NASA, com un dels astronautes originals per al Projecte Mercury. Va pilotar la primera missió tripulada en òrbita nord-americana a bord del Friendship 7 (Amistat 7) el 20 de febrer de 1962. Després de completar tres òrbites, el Mercury Atlas 6 durant 4 hores, 55 minuts i 23 segon, Glenn va ser rebut com un heroi nacional. La seva fama el va dur a ser amic personal dels Kennedy; després de l'assassinat del president Kennedy, Jackie Kennedy va demanar al mateix Glenn que donés la notícia als fills el 22 de novembre de 1963.
Glenn va dimitir de la NASA sis setmanes després de l'assassinat de Kennedy. El 1965 Gleen, retirat com a coronel, va entrar al món dels negocis com a executiu de la Royal Crown Cola.

## Vida política

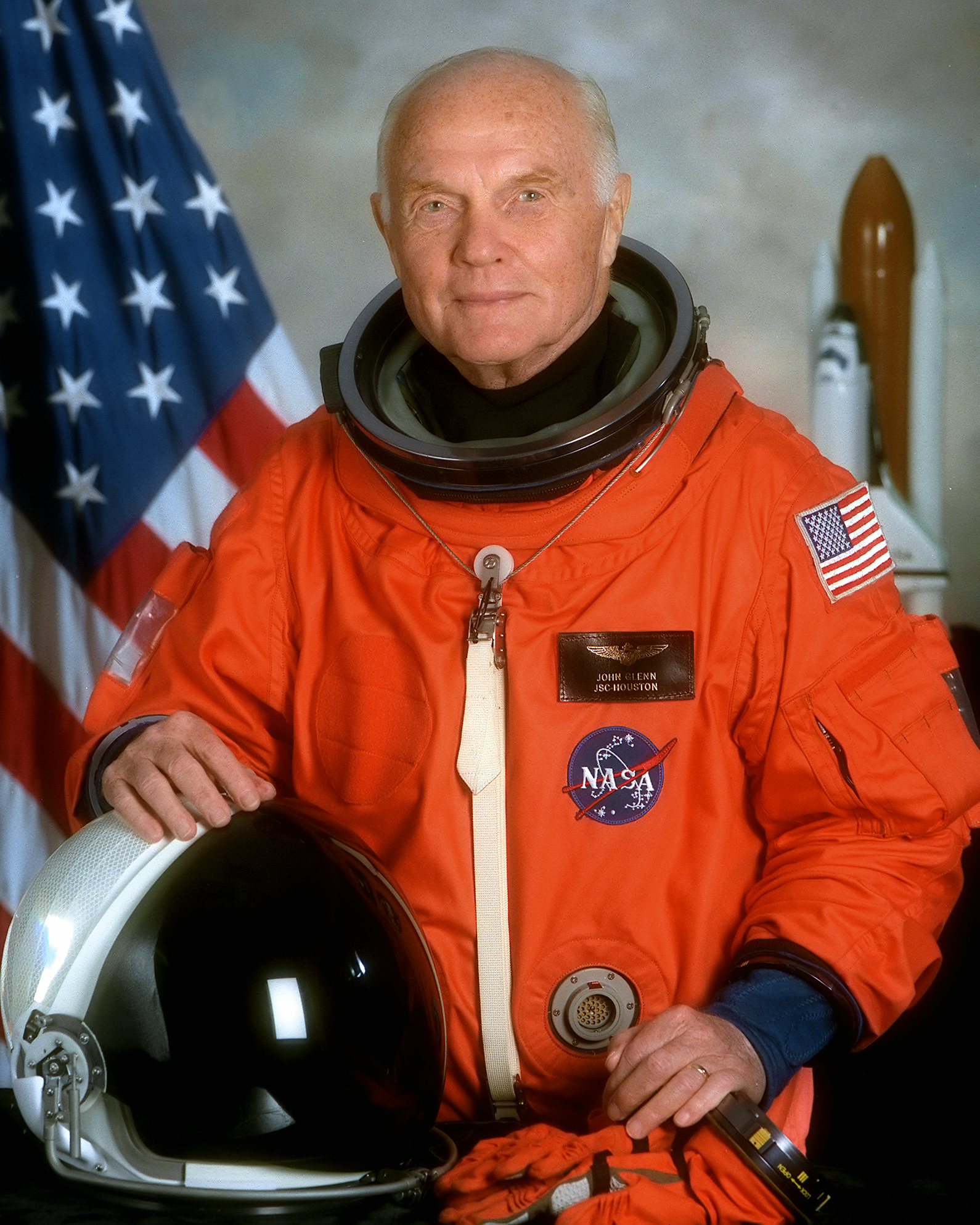
John Glenn

El 1970, John Glenn entrà en la política i va representar l'estat d'Ohio per al Partit Demòcrata al Senat des de 1974 fins a la seva retirada l'any 1999. El 1964 havia anunciat que es presentaria contra el senador Stephen M. Young, per les primàries, però hagué de retirar-se al sofrir una caiguda a la seva cambra de bany. La caiguda li va produir una commoció cerebral i va danyar la seva orella interna, la recuperació de la qual el va deixar sense temps per a la campanya.
Glenn va lluitar per la nominació demòcrata al senat l'any 1970; no obstant això, va perdre les primàries contra el seu company Howard Metzenbaum, que perdria les eleccions generals contra el republicà Robert Taft Jr. En les primàries de 1974, Glenn va derrotar Metzenbaum, i en les eleccions generals del mateix any, Glenn va guanyar l'alcalde de Cleveland, el republicà Ralph Perk. El 1980, va tornar a guanyar la reelecció, derrotant el seu oponent republicà Jim Betts, així com el 1986 derrotant Tom Kindness.
Glenn va ser un dels cinc senadors de l'escàndol Keating Five després d'acceptar una contribució de 200.000 dòlars de Charles Keating. Glenn i el senador republicà John McCain van ser els únics exonerats. La comissió del senat va trobar que Glenn havia exercitat un "judici pobre". L'associació del seu nom amb l'escàndol va donar als republicans esperances que seria vulnerable en la campanya de 1992. Per contra, Glenn va derrotar el representant republicà Michael DeWine mantenint el seu escó.
El 1998 Glenn va declinar presentar-se a la reelecció. El partit demòcrata va escollir Mary Boyle per a substituir-lo, però va ser derrotada pel llavors governador d'Ohio, George Voinovich. Glenn també va intentar presentar-se com a Vicepresident amb Jimmy Carter el 1976, però Carter va seleccionar el senador de Minnesota Walter Mondale en la convenció nacional demòcrata del mateix any.
Com a senador, va ser l'autor principal de l'Acta de no proliferació de 1978, va servir com a president del comitè d'assumptes governamentals des de 1978 a 1995, va tenir un seient en els comitès de relacions externes i forces armades i en el comitè especial d'edat. Una vegada que els republicans van recuperar el control del senat, Glenn també va servir com a membre menor en un comitè d'investigació especial presidit pel senador de Tennessee i actor Fred Thompson.

## Retorn a la vida espacial
El 28 d'octubre de 1998, però, Glenn va realitzar el seu segon vol espacial, durant la missió STS-95, a bord del transbordador espacial Discovery per a estudiar els efectes del vol espacial en els ancians. A l'edat de 77 anys, Glenn es convertí en la persona de més edat que havia anat a l'espai. La participació de Glenn en la missió de nou dies va ser criticada d'una banda de la comunitat espacial com un viatge turístic per a un polític. Uns altres, no obstant això van observar que el vol de Glenn va oferir una investigació valuosa sobre la falta de gravetat i altres aspectes del vol espacial en la mateixa persona en dos punts de la seva vida separats per 35 anys - el major interval entre vols espacials per a la mateixa persona.
El 1999 fou guardonat amb el Premi Príncep d'Astúries de Cooperació Internacional, juntament amb els astronautes Pedro Duque, Chiaki Mukai i Valeri Poliakov per l'exploració pacífica de l'espai.
El centre d'investigació John H. Glenn de la NASA, a la ciutat de Cleveland, Ohio, és denominat així en honor seu.

## Malaltia i mort
Glenn va tenir bona salut durant la major part de la seva vida. Va conservar una llicència de pilot privat fins al 2011, quan tenia 90 anys. El juny de 2014, Glenn es va sotmetre a una cirurgia de reemplaçament de la vàlvula cardíaca amb èxit a la Cleveland Clinic. A principis de desembre de 2016, va ser hospitalitzat al James Cancer Hospital de l'Ohio State University Wexner Medical Center a Columbus. Segons una font familiar, Glenn tenia una salut deteriorada i el seu estat era greu; la seva dona i els seus fills i néts estaven a l'hospital.

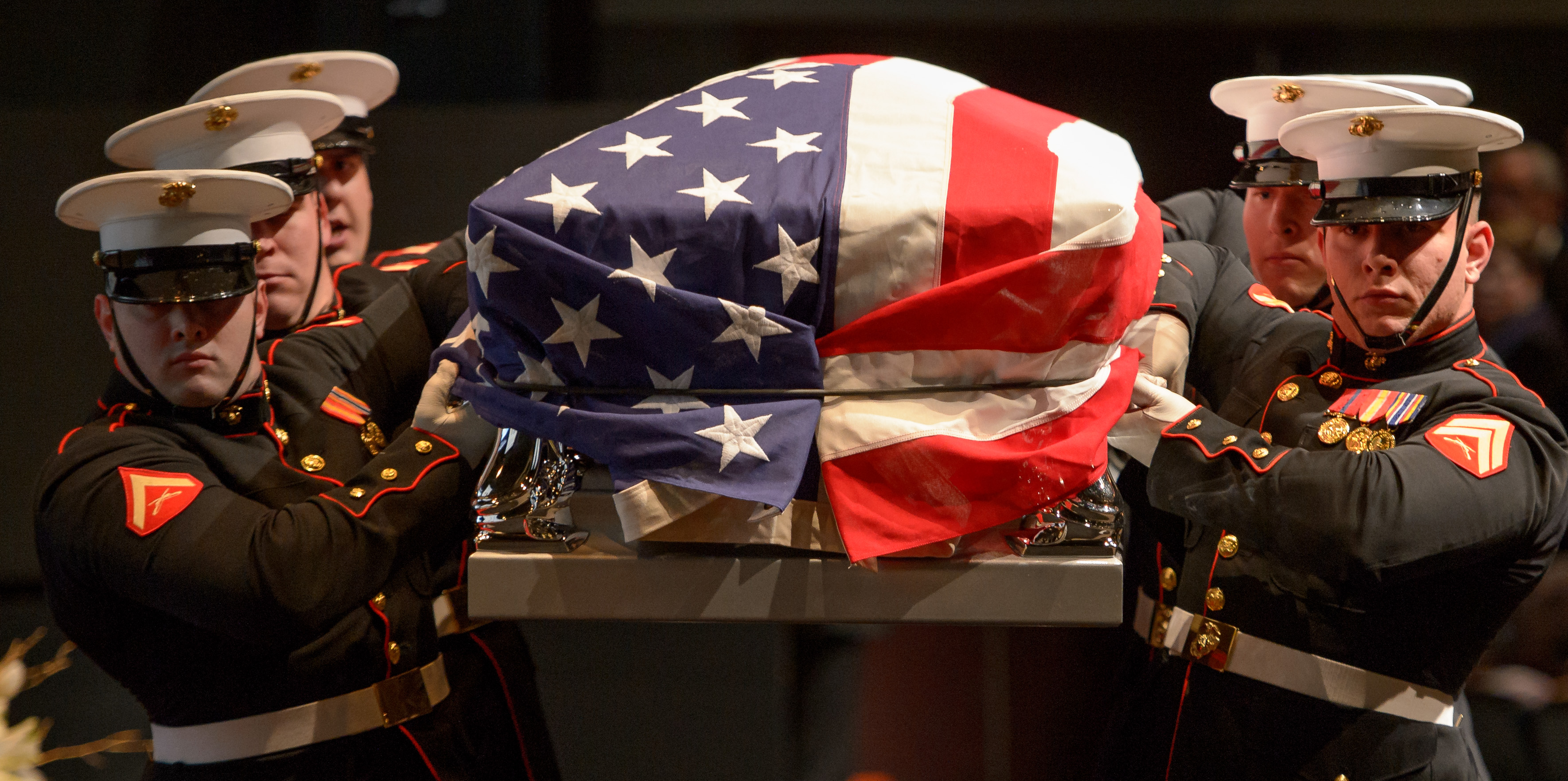
L'arqueta de Glenn portada pels portadors del cos de marines

Glenn va morir el 8 de desembre de 2016 a l'OSU Wexner Medical Center; tenia 95 anys. No es va revelar cap causa de la mort. Després de la seva mort, el seu cos va quedar a l'estat d’Ohio Statehouse. Hi va haver un servei commemoratiu a l'Auditori Mershon de la Universitat Estatal d'Ohio. Un altre servei commemoratiu es va fer al Centre Espacial Kennedy, prop de l'edifici Heroes and Legends. El seu cos va ser enterrat al Cementiri Nacional d'Arlington el 6 d'abril de 2017. En el moment de la seva mort, Glenn era l'últim membre supervivent dels Mercury Seven.

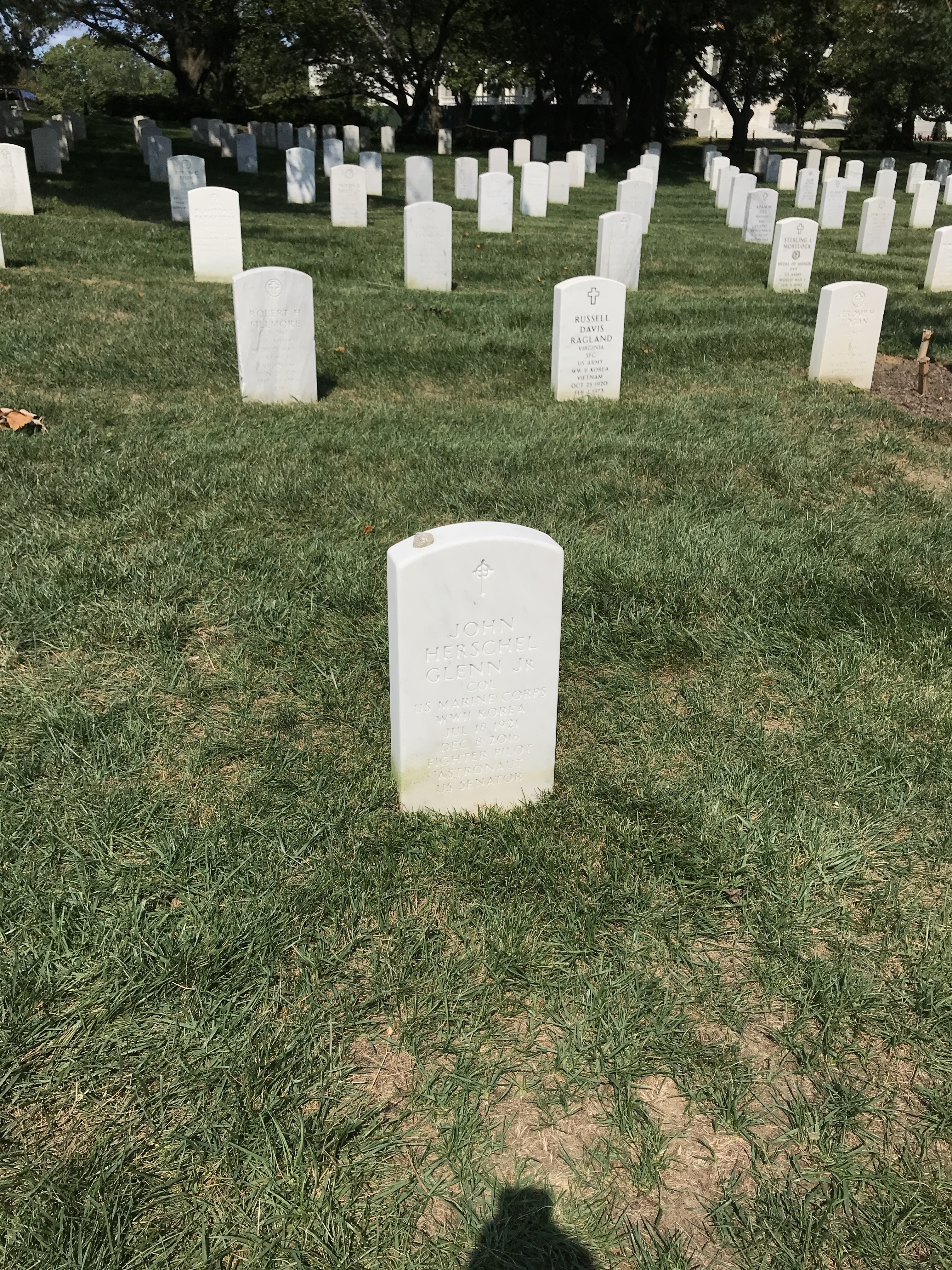
La làpida de Glenn al Cementiri Nacional d'Arlington

El Military Times va informar que William Zwicharowski, un alt funcionari mortuori de la base de la Força Aèria de Dover, s'havia ofert a deixar que els inspectors visitants veiessin les restes de Glenn, la qual cosa va provocar una investigació oficial. Zwicharowski ha negat que les restes no fossin respectades. En finalitzar la investigació, els funcionaris van dir que les restes no van ser menyspreades, ja que els inspectors no van acceptar l'oferta de Zwicharowski i que les accions de Zwicharowski van ser inadequades. No es va prendre cap mesura administrativa ja que s'havia jubilat.
El president Barack Obama va dir que Glenn, el primer estatunidenc que va orbitar la Terra, ens va recordar que amb coratge i esperit de descoberta no hi ha límit a les altures que podem assolir junts. També van fer tributs el vicepresident Joe Biden, el president electe Donald Trump i l’exsecretària d’Estat Hillary Clinton.
La frase Godspeed, John Glenn, que el seu astronauta de Mercury Scott Carpenter havia utilitzat per saludar el llançament de Glenn a l'espai, es va convertir en un hashtag de les xarxes socials: #GodspeedJohnGlenn. Els astronautes antics i actuals van afegir homenatges; també ho va fer l'administrador de la NASA i antic astronauta del transbordador Charles Bolden, que va escriure: «El llegat de John Glenn és de risc i assoliment, d'història creada i deure amb el país realitzat sota una gran pressió amb tot el món observant». El president Obama va ordenar que les banderes onessin a mitja asta fins a l'enterrament de Glenn. El 5 d'abril de 2017, el president Donald Trump va emetre la proclamació presidencial 9588, titulada Honorant la memòria de John Glenn.

## Llegat
La vida pública i el llegat de Glenn van començar quan va rebre la seva primera desfilada per batre el rècord de velocitat transcontinental. Com a senador, va utilitzar la seva formació militar per redactar legislació per reduir la proliferació nuclear. També es va centrar en la reducció de residus governamentals. Buzz Aldrin va escriure que el vol Friendship 7 de Glenn «... va ajudar a galvanitzar la voluntat i la resolució del país per superar els importants reptes tècnics dels vols espacials humans».
El president Barack Obama va dir: «Amb la mort de John, la nostra nació ha perdut una icona i Michelle i jo hem perdut un amic. John es va passar la vida trencant barreres, des de defensar la nostra llibertat com a pilot de caça del Cos de Marines condecorat a la Segona Guerra Mundial i Corea, fins a establir un rècord de velocitat transcontinental». Obama va emetre una proclamació presidencial el 9 de desembre de 2016, ordenant que la bandera dels Estats Units onés a mig pal en memòria de Glenn. L'administrador de la NASA , Charles Bolden, va dir: «El llegat del senador Glenn és de risc i assoliment, de història creada i de deure amb el país portat a terme sota una gran pressió amb tot el món observant».